# Grýla
In der isländischen Folklore ist Grýla ein monströses Wesen, das in der Wildnis Islands lebt. Der Name Grýla taucht erstmals in mittelalterlichen Quellen auf. Eindeutige Hinweise auf ihr Geschlecht und ihre Verbindung zu Weihnachten stammen jedoch erst aus dem 17. Jahrhundert. In Gedichten aus dem 17. Jahrhundert wird Grýla meist als hässliche und gierige trollähnliche Alte dargestellt, die zwischen menschlichen Siedlungen umherwandert und von den Menschen Almosen fordert – oft in Form von unartigen Kindern.
Moderne Darstellungen von Grýla konzentrieren sich stärker auf ihre Rolle als Mutter der Jólasveinar (Weihnachtsgesellen). Heutzutage werden die schrecklichsten Aspekte ihrer Figur und ihres Aussehens (wie ihre Vorliebe für den Verzehr von Kindern) für ein jüngeres Publikum meist abgemildert.

## Grýla in mittelalterlichen Quellen
Der Name Grýla erscheint in einer Liste von heiti (poetischen Bezeichnungen) für Trollfrauen in der Prosa-Edda, die im 13. Jahrhundert vom isländischen Skald Snorri Sturluson verfasst wurde. Eine andere Liste mit Grýlu heiti („Bezeichnungen für Grýla“) in einer Handschrift der Prosa-Edda aus dem frühen 14. Jahrhundert, AM 748 I b 4to, enthält jedoch verschiedene Begriffe für Füchse, was auf eine Verbindung mit dem Polarfuchs hindeutet.
Es gibt mehrere Parallelen zu Grýla in der nordatlantischen Region, die meist mit Verkleidungs- und Maskentraditionen (siehe Mummenschanz) in Verbindung stehen. Terry Gunnell vermutet, dass Grýla möglicherweise ursprünglich mit ähnlichen Verkleidungstraditionen in Island assoziiert war, auch wenn solche Bräuche heute nicht mehr existieren.
Im Gegensatz zu späteren Darstellungen von Grýla gibt es in den ältesten Quellen keine eindeutige Erwähnung ihres Geschlechts. Nicht alle von Gunnell identifizierten Entsprechungen zu Grýla sind weiblich, sodass es möglich ist, dass Grýla ursprünglich als männliches Monster und nicht als Ogerin gedacht war. In einem Gedicht aus dem 17. Jahrhundert, das Grýla als im Sommer umherwandernd statt zu Weihnachten darstellt, wird sie sogar als Hermaphrodit beschrieben.

## Weihnachtsfolklore
Grýla ist in jüngeren Traditionen eng mit der Weihnachtsfolklore verbunden. Die älteste erhaltene Quelle, die Grýla mit Weihnachten in Verbindung bringt, ist ein Gedicht, das vermutlich gemeinsam von dem Pfarrer Guðmundur Erlendsson aus Fell in Sléttuhlíð und seinem Schwager, dem Bauern und Rímur-Dichter Ásgrímur Magnússon, verfasst wurde. Dieses Gedicht, Grýlukvæði, lässt sich auf etwa 1638–1644 datieren.
Einige Jahre später, um 1648–1649, verfasste der Pfarrer Hallgrímur Pétursson ein weiteres Gedicht, Leppalúðakvæði, in dem Grýlas fauler und unangenehmer Ehemann Leppalúði erstmals auftritt. In dem Gedicht behauptet Leppalúði, dass Grýla nach einer Reise nach Sléttuhlíð bettlägerig zurückgeblieben sei.
In der Netflix-Serie Chilling Adventures of Sabrina ist Grýla eine wiederkehrende Figur. Sie erscheint zunächst, um ihre unsichtbaren, aber Unheil stiftenden Kinder einzufordern. Später schließt sie sich dem Hexenzirkel der ausgestoßenen Hexen an, zu dem auch die Hauptfiguren gehören.
Im Jahr 2024 erscheint Grýla als zentrale Figur in dem von Amazon produzierten Weihnachts-Actionfilm Red One – Alarmstufe Weihnachten, der von Warner Bros. Pictures veröffentlicht wurde. Die Rolle wird von Kiernan Shipka gespielt, die zufällig auch Sabrina in der oben genannten Serie verkörperte. In dem Film wird sie als „Weihnachtshexe“ bezeichnet und besitzt magische Kräfte. Sie ist sowohl die ogreähnliche Kreatur der Mythologie als auch eine Gestaltwandlerin, die menschliche Form annehmen kann.
Grýla tritt auch in einer Episode der Zeichentrickserie Hilda auf, in der die Jólasveinar sie mit Gemüsesuppe füttern, anstatt Menschen zu opfern.
Ihr Haustier ist die sogenannte Jólakötturinn (die „Weihnachtskatze“), ein weiteres Wesen aus der isländischen Folklore.

## Toponyme
Grýla als Ortsbezeichnung gibt es für zwei Felsennadeln in der Gemeinde Bláskógabyggð und in Reykjavík,
einen Hügel in der Gemeinde Stykkishólmur, eine Springquelle bei Hveragerði und
sieben Felsen in den Gemeinden Fjarðabyggð, Hornafjörður, Skeiða- og Gnúpverjahreppur, Þingeyjarsveit, Hrunamannahreppur, Skaftárhreppur sowie Reykhólahreppur.